# La Mandoline
La Mandoline est une chanson de Bourvil sortie en 1958, reprise dans l’album Ballade irlandaise (1970).
La chanson, de caractère comique apparemment niais affectionné par Bourvil dans la première partie de sa carrière, joue beaucoup sur les rimes (« la mandoline », « l’amant de Line », « la main de Line », etc.) et souligne l’image désuète et dépréciée de l’instrument dans les années 1950.[réf. nécessaire]